# Roberto Lopes (futebolista nascido em 1992)
Roberto Carlos Lopes (Dublin, 17 de junho de 1992), conhecido apenas como Pico, é um futebolista cabo-verdiano que atua como zagueiro. Atualmente defende o Shamrock Rovers e a Seleção Cabo-Verdiana.

## Carreira em clubes
Depois de jogar por Home Farm, Belvedere e Bohemian, Pico se profissionalizou neste último em 2010. Em 7 temporadas, o zagueiro disputou 176 partidas oficiais pelos Bohs e marcou 6 gols, tendo vencido a Leinster Senior Cup em 2016, ano em que foi contratado pelo Shamrock Rovers. Com a camisa dos Hoops, foram 6 títulos conquistados.

## Carreira internacional
Filho de uma irlandesa e de um cabo-verdiano, Pico representou a seleção Sub-19 da Irlanda uma vez, em 2011.
Em 2019, quando estava na faculdade, recebeu 2 mensagens no LinkedIn (uma em português e outra em inglês) do então treinador de Cabo Verde, Rui Águas, pedindo para que o zagueiro aceitasse defender os Tubarões Azuis. A estreia de Pico pela seleção foi num amistoso contra o Togo, em outubro do mesmo ano.
Convocado para disputar a Copa das Nações Africanas de 2021 (que foi realizada no ano seguinte), atuou nas 4 partidas de Cabo Verde na competição.

## Títulos
Bohemian
- Leinster Senior Cup: 2016

Shamrock Rovers
- Campeonato Irlandês: 2020, 2021, 2022, 2023
- Copa da Irlanda: 2019
- Copa do Presidente: 2022

### Individuais
- Time do Ano da PFAI: 2023